# Advances in Condensed Matter Physics
Advances in Condensed Matter Physics is een internationaal, aan collegiale toetsing onderworpen open access wetenschappelijk tijdschrift op het gebied van de fysica van de gecondenseerde materie.
De naam wordt in literatuurverwijzingen meestal afgekort tot Adv. Cond. Matter Phys.
Het eerste nummer verscheen in 2008.